# Abrostola suisharyonis
Abrostola suisharyonis là một loài bướm đêm trong họ Noctuidae.